# Can Serra d'en Clotes
Can Serra d'en Clotes és una obra de Cistella (Alt Empordà) inclosa a l'Inventari del Patrimoni Arquitectònic de Catalunya.

## Descripció
Masia situada sobre un terreny rocós en un prat prop del poble de Cistella. Edifici de cos rectangular de tres plantes amb cossos afegits al seu voltant. Parets de tàpia i finestres, portes i cantonades realitzades amb pedra ben escairada. Teulada a una vessant.

## Història
Hi ha la data en una llinda, 1757.